# الصوان (محافظة المويه)
الصوان قرية سعودية، في محافظة المويه بمنطقة مكة المكرمة، تقع في شرق مدينة الطائف بمسافة نحو ( ) كم.

## أنظر أيضاً
- العزيزة (محافظة المويه)
- العقلة (محافظة المويه)
- العنكبوت (محافظة المويه)